# P. Szabó József
P. („Peking”) Szabó József (Újpest, 1931. szeptember 17. –) magyar újságíró.

## Életpályája
Édesapja dr. Szabó József orvos, édesanyja Stern Jolán háztartásbeli. P. Szabó szülei második és egyetlen fiú gyermeke.
Már egyetemi évei idején újságíróként dolgozott a Népszavánál, igazi pályáját azonban diplomataként (sajtóattasé) kezdte a pekingi nagykövetségen, ahol 1956-ban a Forradalmi Bizottság elnökévé választották.
1962-től a Magyar Rádió munkatársa lett nyugdíjazásáig, 1994-ig, de utána is, 2006 decemberéig, különböző vezetői beosztásban dolgozott.
„Rádiótörténeti érdekesség, sőt talán nemcsak érdekesség, hogyan hasznosította a Magyar Rádió hírszerkesztősége az ismert politikai korlátok ellenére a hatvanas évek elejétől a nagy nyugati rádióállomások és mindenekelőtt a BBC híreit, mégpedig oly módon, hogy reggeltől estig működő rádiófigyelő szolgálatot hozott létre, ahová természetesen nyelveket beszélő munkatársakra volt szükség. Így lettem a hírszerkesztőség munkatársa, igaz, a hierarchia legalján, és főleg angol nyelvtudásomat tudtam csak használni, de tapasztalatom alapján ma is állítom, hogy minden újságírónak a hírszerkesztőségben a hírekkel kellene a pályát kezdenie.”
Nyelvtudásának köszönhetően került a hírszerkesztőség élére, majd hosszú éveken át „ügyeletes főszerkesztőként” egyfajta olvasószerkesztőként felügyelte a híradásokkal párhuzamosan a tájékoztatási műsorok gerincét alkotó krónikákat, miközben a Magyar Rádió utazó tudósítójaként szinte az egész világot bejárta. Az angol, német, francia mellett kínaiul, japánul, svédül, törökül és oroszul is, összesen hét nyelven beszél, ill. latinul ír-olvas.
Úti beszámolói az írott sajtóban is megjelentek, de képes riportokat, sőt riportsorozatokat is készített, több mint egy tucat könyvet írt, főleg útikönyveket a Távol-Keletről.
1969-től egészen 1994-ig a Magyar Televízió Híradójának rendszeres műsorvezetője, majd szerkesztője volt. Szakértőként, külpolitikai kommentátorként, műsorvezetőként is dolgozott éveken át. Emlékezetes húszrészes sorozata az ősi kínai kultúráról és egy másik (15 részes) sorozat, amely a japán kultúrtörténetet, szokásokat, gondolkodásmódot vitte képernyőre. Írásai megjelentek a Magyarország című hetilapban, az Ország-világban és sok más sajtóorgánumban.
P. Szabó távol-keleti ismereteit, élményeit évek óta személyes találkozókon is megosztja, továbbá a nemrég kiadott kínai–magyar szótára második részén, kínai nyelvkönyvének következő kötetén is dolgozik.
„Ki hosszan él, sokat megél, jót is, rosszat is. Nem tudok azonban rosszabbat elképzelni a kényszerű tétlenségnél.”

## Eddig megjelent művei
- P. Szabó József–Szalay Zsolt: Ötszögletű igazság; Gondolat, Budapest, 1972
- 72 nap a Távol-keleten (1972)
- A Perzsa-öböltől a Csendes-óceánig (1976)
- P. Szabó József–Szalay Zsolt: Sakkjátszma csak sötét figurákkal; Zrínyi, Budapest, 1977
- P. Szabó József–Horányi B. László: A Perzsa-öböl rejtélye; Zrínyi, Budapest, 1983
- P. Szabó József–Horányi B. László: Nippon katonái; Zrínyi, Budapest, 1985 (Katonapolitika mindenkinek)
- Pillantás a császár hálószobájába (1985)
- Kína – ma (1986)
- Kínai kaleidoszkóp (1986)
- Tűzgömb a város fölött (1987)
- Hodori ötkarikával. Riportkönyv az olimpia városáról; Zrínyi, Budapest, 1988
- Thöböt vagy nem Thöböt
- Távol-Kelet közelről. Ünnepek, emberek, hétköznapok; Tarsoly–MG-Script, Budapest, 2008
- Kína hét fővárosa. Kalandozásaim hetedhét Kínában; Papirusz Book, Budapest, 2011.
- Kínai nyelvkönyv. Tanuljon könnyen, gyorsan kínaiul!; Tinta, Budapest, 2012 (Híd szótárak)
- P. Szabó József–Zhang Shi: Magyar–kínai alapszótár; Tinta, Budapest, 2014 (Híd szótárak)
- Kínai–magyar alapszótár; Tinta, Budapest, 2016 (Híd szótárak)
- Jöttem, láttam, vesztettem...; Tarsoly, Budapest, 2021